# Unterseeboot UB-58
Pour les autres navires du même nom, voir Unterseeboot 58.
L'Unterseeboot UB-58 est un sous-marin (U-Boot) allemand de type UB III utilisé par la Kaiserliche Marine pendant la Première Guerre mondiale. Il a été mis en service dans la flottille des Flandres de la marine impériale allemande le 10 août 1917.
Il opéra dans le cadre de la flottille des Flandres basée à Zeebruges. L'UB-58 a coulé à 04 h 15 le 10 mars 1918 à 50° 58′ N, 1° 14′ E après avoir heurté une mine. Les 35 membres d’équipage ont perdu la vie.

## Conception
Comme tous les sous-marins de type UB III, l'UB-58 avait un déplacement de 516 tonnes en surface et de 646 tonnes en immersion. Ses moteurs lui permettaient de naviguer à 13,4 nœuds (24,8 km/h) en surface et à 7,8 nœuds (14,4 km/h) en immersion. Il avait une autonomie de 9020 milles marins (16710 km) à sa vitesse de croisière. L'UB-58 transportait 10 torpilles et était armé d’un canon de pont de 8,8 cm. L'UB-58 avait un équipage pouvant compter jusqu’à 3 officiers et 31 hommes. 

## Carrière
L'UB-58 a été construit par AG Weser à Brême et, après un peu moins d’un an de construction, a été lancé à Brême le 10 juillet 1917. Il a été mis en service plus tard la même année.

## Affectations
- Flottille Flandern I : du 15 octobre 1917 au 10 mars 1918

## Commandants
- Oberleutnant zur See / Kapitänleutnant Werner Fürbringer[5] : du 10 août 1917 au 7 février 1918
- Oberleutnant zur See Werner Löwe[6] : du 8 février au 10 mars 1918

## Navires coulés
| Date             | Nom          | Nationalité    | Tonnage | Destin. |
| ---------------- | ------------ | -------------- | ------- | ------- |
| 13 octobre 1917  | Bethel       | Norvège        | 257     | Coulé   |
| 13 octobre 1917  | Esmeralda    | Suède          | 830     | Coulé   |
| 19 novembre 1917 | Minnie Coles | United Kingdom | 116     | Coulé   |
| 19 décembre 1917 | Saint Andre  | France         | 2457    | Coulé   |
| 22 décembre 1917 | Clan Cameron | United Kingdom | 3595    | Coulé   |
| 22 décembre 1917 | Start        | Norvège        | 728     | Coulé   |
| 26 janvier 1918  | Louie Bell   | United Kingdom | 118     | Coulé   |
| 28 janvier 1918  | W. H. L.     | United Kingdom | 97      | Coulé   |